# Haikara-san ga Tōru
Haikara-san ga Tōru (jap. はいからさんが通る) ist eine Manga-Serie von Waki Yamato, die in Japan von 1975 bis 1977 erschien. Die romantische Komödie wurde mehrfach verfilmt und auch als Anime-Fernsehserie umgesetzt. Sie wurde international auch als Miss Modern, Smart-san, Miss "High Collar" oder Fashionable Girl Passing By bekannt, die deutschen Filmfassungen verwendeten den Titel Mademoiselle Hanamura. Die Bezeichnung „Haikara“ im japanischen Titel, von englisch „high collar“, war im Japan der 1920er Jahre eine abschätzige Bezeichnung für Menschen, die jede westliche Mode nachahmten.

## Inhalt
Zu Beginn des 20. Jahrhunderts will sich die burschikose Benio Hanamura nicht vorschreiben lassen, wie sie lebt. Die einzige und verwöhnte Tochter von Lt. Hanamura, dessen Frau und Benios Mutter früh gestorben ist, übt sich in Kampfkünsten, spricht viel direkter, als es für angemessen gehalten wird, kleidet sich westlich und beschäftigt sich lieber mit Literatur, als mit Hausarbeit. Sie ist befreundet mit der schönen Tamaki, die sich für Frauenrechte einsetzt, und Ranmaru. Der ist Kabuki-Schauspieler für weibliche Rollen und fällt daher ähnlich aus seiner Geschlechterrolle wie Benio aus ihrer. Sie will sich von ihrem Vater auch nicht mit dem reichen Shinobu Ijūin verheiraten lassen. Kurz bevor sie sich treffen, wird Shinobu an die russische Front gerufen und kehrt von dort nicht zurück. Benio wird schließlich Journalistin und verspricht sich einem anderen Mann. Doch Jahre später kehrt Shinobu zurück, ohne sein Gedächtnis und im Glauben, er hieße Mikhailov und sei verheiratet mit einer russischen Adeligen. Doch am Tag von Benios Hochzeit kehren seine Erinnerungen zurück und er fordert seine versprochene Braut ein.

## Veröffentlichung
Der Manga erschien von 1975 bis 1977 im Magazin Shōjo Friend bei Kodansha. Der Verlag brachte die Serie auch in acht Sammelbänden heraus. Eine italienische Übersetzung erschien bei Edizioni Star Comics.

## Anime-Fernsehserie
Beim Studio Nippon Animation entstand eine Adaption des Mangas als Animeserie für das japanische Fernsehen. Die Drehbücher schrieb Fumi Takahashi und Regie führten Yoshihiko Umakoshi und Kazuyoshi Yokota. Das Charakterdesign entwarf Tsutomu Shibayama.
Die 44 Folgen mit je 25 Minuten Laufzeit wurden vom 3. Juni 1978 bis zum 31. März 1979 von TV Asahi in Japan gezeigt. Eine französische Fassung wurde zunächst vom Sender TMC, später dann von Mangas ausgestrahlt. Eine große Zahl von Sendern zeigte den Anime in Italien und auch eine arabische Übersetzung wurde veröffentlicht.

### Synchronisation
| Rolle                  | Japanische Stimme (Seiyū) |
| ---------------------- | ------------------------- |
| Shinobu Ijūin          | Katsuji Mori              |
| Benio Hanamura         | Keiko Yokozawa            |
| Kichiji                | Eiko Masuyama             |
| Ōkōchi                 | Eken Mine                 |
| Ushigoro               | Hiroshi Masuoka           |
| Erzähler, Lt. Hanamura | Ichirō Nagai              |

### Musik
Die Musik der Fernsehserie wurde komponiert von Masuhiro Yamaguchi. Der Vorspann der Serie ist unterlegt mit dem Lied Haikara-san ga tōru und der Abspanntitel ist Kokigen ikaga, beide von Shosuke Sekita.

## Filme
Zum Manga wurden mehrere Filme produziert. Zunächst einige Realfilme für Fernsehen und Kino, später folgten zwei Anime-Filme:
- Mademoiselle Hanamura #1 - Aufbruch zu modernen Zeiten (劇場版 はいからさんが通る 前編 ～紅緒、花の17歳～ Gekijōban Haikara-san ga Tōru Zenpen - Benio, Hana no 17-sai), 11. November 2017, Regie und Drehbuch Kazuhiro Furuhashi
- Mademoiselle Hanamura #2 - Eine Romanze in Tokyo (はいからさんが通る 後編 ～花の東京大ロマン～ Haikara-san ga Tōru Kōhen: Hana no Tōkyō Dai Roman), 19. Oktober 2018, Regie Seimei Kidokoro und Drehbuch Kazuhiro Furuhashi

## Takarazuka Revue
Im Oktober 2017 zeigte die Takarazuka Revue ein Musical zum Manga in zwei Theatern in Osaka und Tokio.

## Rezeption
Der Manga war in den 1970er Jahren sehr erfolgreich. 1977 wurde er mit dem ersten Kōdansha-Manga-Preis für Shōjo-Serien ausgezeichnet. Seine Anime-Umsetzung fand jedoch nur wenig Zuspruch und wurde daher früher als geplant beendet.